# 中华人民共和国民主运动
中華人民共和國民主運動，指於中華人民共和國境內發生的反對中國共產黨一黨專政，倡导普世價值觀，呼籲民主化改革和要求政府平反政治犯的系列運動。
中華人民共和國境內發生的大型民主運動包括1976年的四五運動、1978－1979年的北京之春、1986－1987年的八六學潮、1989年的八九民運、2000年代初至今各種公民運動及維權活動和2022年的白紙運動。

## 政治背景
1949年10月1日，中華人民共和國成立，毛泽东長期執政至1976年，並发起土地改革運動、鎮壓反革命運動、反右運動、大躍進和文化大革命等政治运动，使得大量公民受到政治迫害和非正常死亡。據各方估計，非正常死亡人數達四千萬至八千萬人，亦有数千万人遭到批斗和迫害。其中，反右运动和文化大革命嚴重破壞了中華人民共和國的國家制度與社會建設。。
1978年，鄧小平主導改革開放，平反冤假錯案，並將中國共產黨的工作中心轉移到經濟建設方面。在多方面作用下，1989年爆發了六四事件。其後，公民維權運動發展。
儘管中國政府一直實行一黨專政，但當局對人口與國家的控製程度在不同歷史階段仍起伏。2012年中共十八大後，習近平出任中共中央總書記，當局在國際批評聲中進一步推行維穩措施。習近平倡導「中華民族偉大復興」和「中國夢」的理念，強化了中國社會尤其是青年群體對現有體制的支持，使民主運動在內外壓力下受到打擊。 習近平在2014年訪問歐盟時表示，多黨制不適合中國，並警告複製外國政治模式可能帶來災難。
在習近平領導下，中國被部分觀察者形容為極權體制國家。習近平明確強調，中華人民共和國政府受中國共產黨全面領導，同時調整制度以進一步集中權力。  2017年10月，中共十九大將習近平新時代中國特色社會主義思想載入黨章，與馬克思列寧主義、毛澤東思想等並列為「黨的指導思想」。  2018年3月，全國人大修改憲法，取消國家主席任期限制，打破废除干部领导职务终身制，為習近平長期執政鋪路。

## 歷程

### 1950年代
1956年4月，毛澤東提出“百花齐放、百家争鸣”的方针，到1957年4月又开展整风运动，与百花运动结合起来，形成一个“批评和自我批评的运动”，並提出“知无不言，言无不尽；言者无罪，闻者足戒；有则改之，无则加勉”的原则。

#### 北大五一九运动
1957年5月19日上午，北京大学历史系二年级二班的一群学生在北大大饭厅的南墙上张贴了一张大字报，内容是关于青年团全国第三届代表大会代表的问题：
我们怀着激动的心情，注视着团三大的召开。我们有如下问题需要校团委答复：
- 一、我校的代表是谁？
- 二、他是怎么产生的？
- 三、我们有意见向何处反映？

历史系二年级二班一群团员和青年
接着又有人贴大字报，提出“一个大胆的倡议”：建议开辟“民主墙”。这很快引起众多学生的反响。至19日晚间，以大小饭厅为中心的墙壁、报栏上已经贴满了大字报。截至次日下午5时20分，共计有大字报162张。
20日晚间，时任北大党委书记江隆基代表党委宣布支持大字报。22日大字报更是大量增加，到处是辩论会、演讲台，学生们热情参与。26日，北京市高校学校运动会在清华大学召开，许多北京大学的学生去清华大学作宣传，要求大家互相支援，把民主运动开展起来，并进一步扩展到北京各大学。此后，天津的南开大学也参与进来。29日，北大一些学生成立“百花学社”，并于31日发表宣言，表示在拥护社会主义前提下对任何问题都可以自由争鸣，并创办“广场”刊物，发表学生们的文章。整风运动开始后，江隆基被降职并于1959年调离北大；同时大量的五一九运动参与者被打成右派。

### 1970年代

#### 李一哲事件
文化大革命時期的李一哲事件可被視為中华人民共和国民主运动的先驱。
1974年11月10日，李正天、陈一阳、王希哲和郭鸿志化名「李一哲」（还有几十人参与大字报的写作、分发和复印），在廣東广州的鬧市中山五路—北京路口張貼大字报《关于社会主义的民主与法制》，成千上万的人日夜圍觀與抄寫，道路塞車，在國內外引起轟動和爭論。大字报共二萬六千多字，长达六十七張白報紙，内容呼籲民主和对法制的建议，以批判“林彪体系”为形式，矛头直指中共建国以来极左运动践踏民主法制的种种弊病。大字报还未点名地指出了当权者的许多罪行，并且联系这些现象，分析了社会主义“体系”本身存在的严重问题。广东方面将大字报呈送中央，要求定性，「四人幫」成員江青说它是“解放后最反动的文章”。
同年12月初，中共广东省委将《关于社会主义的民主与法制》定性为“反动大字报”，并迅速组织全省批判。12月3日，中共广东省委宣傳部以“宣集文”为笔名对大字报进行批判，称其为“对毛主席、毛泽东思想及在毛主席领导下的中国共产党中央委员会的恶意攻击”。这批判文件被发送至全国的党员干部（据说印刷了10万份），并附有大字报原文，因此“李一哲”的文章在全国各地干部中广泛流传。
针对“宣集文”的屡次批判，“李一哲”先后发表了《反批判书》、《吓人战术——评某些权威的批判》、《请君入瓮——二评某些权威的批判》、《这是马克思主义的原则吗？——三评某些权威的批判》、《杜岗的把戏——四评某些权威的批判》、《论无产阶级中的特权阶层》、《二十五个问答》等一系列大字報，以諷刺的手法反擊官方的批判。
1975年，广东省委对李正天开展了多达数百场的批判会，其中面对面的辩论大会就达一百多场，常常是万人大会。当中有七十多场成了武斗会，李正天刚上台，就因为不低头遭到暴打，还有人冲上台对他拳打脚踢。由于時任广东省委书记赵紫阳指示允许李正天答辩，在这些批斗会中，会场气氛激烈，发生了戏剧性的情况：批斗会变成了被批斗者与批斗者的辩论会。据说由于“李一哲”有一定理论水平，也掌握了一定的事实，辩才也不错，他们利用这种批斗会，作为表达自己意见的论坛，常常使得批判他们的人，反而受他们质问。同年8月，李正天和陈一阳分别被押往粤北石人嶂钨矿和九佛农场劳动，王希哲留广东水产制品厂劳动。
1976年10月，中共中央粉碎了“四人帮”後，在清查“四人帮”运动中，“李一哲”的问题不但没有平反反而升级了。
1977年3月2日，李正天、陳一陽、王希哲和郭鴻志四人同时被捕。同年12月中旬举行的广东省第五届人民代表大会公开宣布“李一哲”是反革命集团。其罪名为“四人帮大乱广东的社会基础”。后来，李正天、陈一阳、王希哲、郭鸿志分别被判有期徒刑。一批与“李一哲”有牵连的干部和青年，也受到隔离审查和内部批判。
1978年8、9月，在時任广东省委书记习仲勋的领导下，广东省委数次研究“李一哲”案件问题，并数次报告党中央。同年12月29日，省委常委召开常委会讨论此案，开始为“李一哲”平反，并于12月30日释放李正天、陈一阳、王希哲、郭鸿志等人。
1979年2月6日下午，廣東省委在广州友谊剧院召开了“李一哲反革命集团”平反大会，有一千多名群众参加。会上，省委常委寇庆延宣读了《中共广东省委员会关于处理“李一哲”案件的决定》。

#### 四五運動
1976年1月8日上午9時57分，周恩来逝世。“四人帮”等人以简化治丧礼仪为名，作出种种规定压制和阻挠群众的悼念活动，除了禁止自发的悼念活动外，「四人幫」還控制媒體，不准報導全國的悼念活動和指責周恩來，激起群众的强烈愤怒。
同年4月4日（清明节），南京、郑州、杭州、西安等地都出现了群众自发悼念周总理的活动高潮。同日早上，北京民众不顾禁令在天安门广场集会发表演说，並以诗歌悼念周恩来，广场上出现了共和国历史上前所未有的“花山诗海”，最多时约有200万人。晚上，中共中央政治局开会讨论天安门广场上的群众运动。国务院副总理兼公安部部长华国锋认为“写的东西有的直接攻击主席，很多攻击中央”，中共北京市委第一书记、北京市革命委員會主任吴德认为“这件事是邓小平搞了很长时间的准备形成的。”政治局最后认为，多数人是悼念总理，少部分影射攻击中央，个别非常恶毒，存在一个地下的“裴多菲俱乐部”有计划地在组织活动，“是反革命性质的反扑”。毛远新向毛泽东报告说，会议决定从4日晚开始清理花圈、标语、抓“反革命”，得到中央委员会主席毛泽东的批准:6。
同年4月5日凌晨，大批军人、警察、民兵及200輛卡车開到天安門廣場运走花圈，一小部分放至中山公园内。上午，群众继续涌向天安门广场，人数超过10万，當他們發現紀念碑前的花圈被清理後群情激憤，聚集在人民大会堂东门外，高呼：“还我花圈，还我战友！”、“谁反对周总理就打倒谁！”，一部分群众冲击了人民大会堂，與民兵、警察、士兵发生严重冲突。下午，愤怒的群众砸毁自行车、追打外国摄影记者、点燃了「工人民兵指挥部」小楼门前的四辆汽车（包括公安局的宣传车）和小楼，群众、民兵和警察都有受伤者。下午6时30分左右，天安门广场广播了吴德的录音讲话：“要认清这一政治事件的反动性”、“在天安门广场有坏人进行破坏捣乱，进行反革命破坏活动”、“革命群众应立即离开广场”，讲话在天安门广场反复播送，多数群众逐渐离开。
晚上8时，到了政治局决定出动民兵的时间，华国锋和陈锡联打电话催促吴德，但吴德和北京卫戍区司令吴忠认为此时清场为时尚早，天安门广场上的示威者仍然有数万人在场。9时，集结的民兵从中山公园出来，悄悄包围了天安门一侧。前门通往天安门的道路被封锁，人们只准离开广场不准进入。9时30分，一万多民兵、五个营的卫戍部队、三千名公安人员前往天安门广场:2。10时半，吴忠命令天安门广场的探照灯全部打开，並再次广播了吴德的录音讲话，要求抗议者离开广场。11时，天安门广场上大部分群众已散去，剩下大約一千人左右，吴德下令出动民兵。卫戍部队先把广场包围起来，然后民兵和警察手持木棍、皮带进入广场进行暴力清场，有数十人受伤、二百多人被警察拘留，广场上留下血迹，但無死亡的报告。
同年4月6日，天安门广场上已没有花圈，天安门广场持续戒严。北京市各单位传达市革委会发出《紧急通知》：“天安门事件”是“解放以来前所未有的最大的反革命事件”。《人民日报》發表社論《牢牢掌握鬥爭大方向》，堅持“批鄧”運動，並再一次將毛澤東不久前說的話“翻案不得人心”，以黑體字標出。
同年4月7日，天安门广场继续戒严，有清洁车和洒水车在广场内清洗血迹。中共中央主席毛泽东在听取毛远新的汇报后，认为邓小平的问题因天安门事件的发生而性质变化:6。当晚，中央政治局通过决议，华国锋被任命为中共中央第一副主席和国务院总理；邓小平被撤销党内外一切职务，保留党籍:7。
同年4月8日，《人民日报》发表社論《天安门广场的反革命政治事件》。
1976年9月9日，毛泽东逝世。同年10月6日，四人帮在北京被捕，文化大革命結束，華國鋒成為最高領導人。
1978年11月14日，经中共中央政治局常委会批准，中共北京市委宣佈天安門事件是革命行動，受迫害者獲得平反。同年11月25日，中央工作会议召开全体会议，华国锋代表中共中央政治局在会上正式宣布：“天安门事件”完全是革命的群众运动，为“天安门事件”公开彻底平反。

#### 北京之春
1977年，在周恩来逝世一周年时，悼念周恩來的大字报出现在北京天安门广场的“毛主席紀念堂”工地围墙上。后来该围墙拆除了，人们就把大字报贴到了北京市西单38路公共汽车总站背后工地的围墙上，因此西单的那面墙壁迅速成为一种象征，被人们称作“民主墙”。一开始，大字报表达了人们对文革以来乱局的不满，之后发展到对时政的批评，最后进一步演变为独立民间社团的定期非正式刊物。從1978年冬到1981年春，僅北京就有50餘種非官方刊物出版。
1977年7月17日，中共中央召開中共十届三中全会，與會代表一致通过《关于恢复邓小平同志职务的决议》，恢复邓小平中共中央委员、中央政治局委员、常委、中共中央副主席，中共中央军委副主席，国务院副总理，中国人民解放军总参谋长的职务，鄧小平正式復出。
1978年12月5日，在北京的西单民主墙，魏京生以「金生」為筆名貼出大字报《第五个现代化：民主及其他》。
1979年1月8日，周恩來逝世三周年纪念日，北京维权上访女工傅月華率领数千名上访群众，到天安门广场示威遊行，他們手持白色床單做成的横幅，高叫“反饑餓、反迫害、要民主、要人權”的口號。同日，魏京生编辑出版了《探索》杂志，并将这次运动命名为“北京之春”，这个名字源于1968年的“布拉格之春”。从那时起，自1978年秋季以来兴起的在“西单民主墙”张贴大字报的行为被称为“北京之春”。
同年1月9日晨，傅月華被逮捕。《探索》、《四五論壇》、《中國人權》开展呼吁释放傅月華的抗议活动。
同年3月22日，《北京日報》發表《人權不是無產階級的口號》一文。
同年3月25日，魏京生在西單民主牆貼出大字報《要民主還是要新的獨裁》，指名道姓批評鄧小平「走的是獨裁路線」。
同年3月29日，北京市革命委员会发布《维护首都社会秩序》的通告称：

凡是反对社会主义、反对无产阶级专政、反对共产党的领导、反对马列主义、毛泽东思想，泄露机密，违反宪法和法律的标语、海报、大字报、小字报及书刊、画册、唱片、图片等，一律禁止。

同日，北京市公安局发布六条通告，禁止“妨碍交通的集会、游行”；“冲击党、政、军机关和企业、事业单位”；“造谣惑众，煽动闹事”；“拦截车辆，无票乘车”；“任意张贴和涂写标语、海报、大小字报”等活动。《通告》发出后，北京市公安局當日抓捕了魏京生和“中国人权同盟”对外联络人陈旅。
同年10月1日，以王克平、徐文立、马德升、楊靖等领头的几百个民主墙人士为主的民间“星星美展”，在北京长安街举行和平示威游行，他們要求政治民主和艺术自由。
同年10月16日，魏京生以反革命罪被判15年有期徒刑，剥夺政治权利3年。
1993年，中华人民共和国政府在强大的国际舆论压力下和为了争取奥运会主办权，释放了一批著名异议人士，魏京生于9月14日获假释出狱。1994年2月，魏京生会见访问北京的美国国务院民主、人權和勞工事務局助理國務卿約翰·沙特克，4月1日，他被北京警方以“收容审查”名义关押。1995年11月21日魏京生被正式逮捕，12月13日被北京市第一中级人民法院以“阴谋颠覆政府罪”判处有期徒刑14年和剥夺政治权利3年。1997年11月16日，中华人民共和国政府又为了争取奥运会主办权，将魏京生以“保外就医”名义直接押送机场流放到美国。

### 1980年代
1978年12月18日至22日，中共十一屆三中全會召開。這次會議否定了「以階級鬥爭為綱」和「無產階級專政下繼續革命的理論」，並提出了「對內改革，對外開放」與「解放思想，實事求是，團結一致向前看」的指導方針。此后，鄧小平等人花費數年時間主導撥亂反正和平反冤假錯案，糾正了國內因文化大革命所造成的混亂局面，並推行廢除幹部領導職務終身制，提倡民主集中制。
1984年，中共中央決定進行經濟體制改革 
。1986年，經濟體制改革在城市中推行時遇到了障礙。原有的高度集權的經濟管理體制和黨政機構在國家體改委推行簡政放權的情況下陽奉陰違，這樣的雙重決策嚴重影響了政府的行政效率。鄧小平認為，這種情況不能再繼續，必須同時進行經濟和政治體制改革，否則經濟體制改革就難以為繼。此外，改革开放雖然使中華人民共和國經濟高速發展，但同時衍生不少的問題如官倒、腐败、特權、普世價值的衝擊、社會貧富差距和通貨膨脹等，使民眾强烈不滿。

#### 政治體制改革與八六學潮
1980年8月18日，邓小平在中共中央政治局扩大会议上作了《党和国家领导制度改革》的讲话，指出权力过分集中是中华人民共和国当下官僚主义的“总病根”。邓小平提出要进行政治体制改革，建议废除干部领导职务终身制，提倡民主集中制，并向全国人民代表大会提出全面修宪建议。1982年12月4日，第五届全国人民代表大会第五次会议审议通过了第四版《中華人民共和國憲法》。这部宪法收入了许多符合宪政主义的内容和条款。
邓小平的政治改革出发点是，在中国共产党一党专政的前提下，实行党政分开，提高行政效率，革除官僚主义弊端并推动经济制度进一步改革等，但不能照抄西方的宪政制度。他强调：
不能放弃专政，不能迁就要求民主化的情绪。...... 要搞一个增强行政效能的体制，机构要精简。......讲民主必须要和法制联系起来讲，把法制搞起来，才能有稳定的社会环境。我们的行政机构应该很有效能。 
1986年上半年，因配合經濟體制改革，邓小平重提政治體制改革。當時的國際民主化浪潮和1980年代東方集團的民主化改革對理論界研討政改問題產生了重要影響。部分人士公开提出了“多党制”、“三权分立”、“议会民主”、“司法独立”等西方宪政主义的架构。
同年下半年，鄧小平多次提及政治體制改革，在國內掀起了政改研究熱潮。9月，時任國務院總理赵紫阳被邓小平点名，主持政改方案的设计工作。10月，赵紫阳提议的中央政改小组办公室成立，具体负责人包括鲍彤、严家其、贺光辉、周杰。在當時國內寬鬆的政治氣氛和西方自由民主概念的衝擊下，知識界和學生們政治熱情高昂，他們擁護政治改革，並以實際行動推動這場改革，把握發展民主的機會。在年底的基層選舉中，許多學生要求舉行自由選舉，並自薦參加競選。然而選舉的諸多限制和違反普選原則的一些做法，引起了他們的極度不滿和憤怒。
同年12月4日，時任中国科学技术大学副校長方励之在校内竞选西市区人大代表的演讲会上發言稱：“我认为民主不是从上到下给予的，是靠自己争取到的”“民主只有靠大家的觉悟争取到才是可靠的，否则得到了会被收回去的”。
同年12月5日，中國科學技術大學學生因不滿西市區人大代表選舉問題，聯合其他高校共4,000餘名學生遊行爭取民主選舉。由此，八六學潮爆發。學潮蔓延全國的城市，學生們要求加快民主化進程。
同年12月27日，保守派高層七人一起到鄧小平家裡，分析了學潮的嚴重性和危險性，將學潮的爆發歸咎為自由化知識分子煽動，以及時任中共中央總書記胡耀邦的縱容，認為胡耀邦應該為當前局勢負責。鄧小平認為幾年來“反對資產階級自由化”不力，是胡耀邦的重大失誤。
1987年1月2日凌晨，政府釋放了全部被捕的北京學生，學潮徹底平息。
同年1月16日，胡耀邦因受到保守派的施压而被迫在中共中央政治局扩大会议上主动请辞，由一致推選的趙紫陽代理；而“反对资产阶级自由化”运动在同年1月28日开始，直到當年夏天才結束。
同年10月，中国共产党第十三次全国代表大会召开，邓小平主持了开幕式，赵紫阳作了题为《沿着有中国特色的社会主义道路前进》的报告，提出并论述了政治体制改革的方案和设想，阐述了社会主义初级阶段理论，提出了一个中心、两个基本点的概念。该报告的第五部分详细论述了政治体制改革，将《党和国家领导制度改革》作为改革的指导性文件，阐述了许多符合宪政主义的内容，其中包括进一步实行党政分开、权力下放、提倡法治和监督、完善选举制度等。1987年底，中共中央政治体制改革研究室成立。

#### 八九民運
1989年4月15日，胡耀邦因心臟病發作于北京逝世。随后数日，大學校園裡陸續出現許多歌頌胡耀邦的宣傳海報，呼籲政府重新審視胡耀邦的觀點。幾天過後，大多數海報開始提到更加廣泛的政治問題，包括有新聞自由、民主制度、以及官員貪污問題等。一些悼念胡耀邦的民眾也在天安門廣場人民英雄紀念碑附近自發組織小規模集會。
在部分大學生主導下，原本单纯悼念的活動轉向要求政府控制通貨膨脹、處理失業問題、解決官员貪腐、政府問責、新聞自由、民主政治與结社自由等。4月17日，中國政法大學的學生為了紀念胡耀邦而製做了大型花圈，在同一天有更多群眾集結在天安門廣場上。下午5時，500名中國政法大學學生共同抵達靠近天安門廣場的人民大會堂東門，表達哀悼胡耀邦之意。之後來自不同背景的演講者舉辦公開演說，警方很快便介入示威群眾的聚會，並試圖說服學生離開天安門廣場。4月17日晚上，3,000多名北京大學學生在天安門廣場進行學校學生的遊行活動，近千名來自清華大學的大學學生也參加了遊行。隨著活動規模的增大，聚會活動逐漸演變成為示威抗議，學生們開始起草並向政府提出七項要求：

- 重新評價胡耀邦同志的功過是非、肯定其「民主、自由、寬鬆、和諧」的觀點。
- 嚴懲毆打學生和群眾的兇手，要求有關責任者向受害者賠禮道歉。
- 盡快公佈新聞法，保障新聞自由，允許民間辦報。
- 要求國家領導幹部向全國人民公開其本人及家屬的實際財產收入，嚴查官倒，公佈詳情。
- 要求國家有關領導人就教育政策的失誤對全國人民作出正式檢討並追究責任，要求大幅度增加教育經費，提高知識分子待遇。
- 重新評價反資產階級自由化運動，並為在期間蒙受不白之冤的公民徹底平反。
- 強烈要求新聞機構給予這次民主愛國運動以公正如實及時的報道。

由於胡耀邦曾經出任最高領導人的職務，中共中央决定為其舉行國葬。葬禮儀式最終確定於4月22日舉行，北京市人民政府同時下令封閉廣場。約有十萬名學生則在前一天晚上无视命令，遊行進駐至天安門廣場。
4月22日上午10點，包括鄧小平在內的領導高層皆前往人民大會堂參加葬禮儀式。這次葬禮由楊尚昆主持，趙紫陽發表悼念詞。儘管整個國葬過程向學生直接播出，然而由於紀念活動時間短，學生們到11點也沒有看到胡耀邦的靈車，這使得天安門廣場的群眾情緒更為高漲。这时学生们开始越过天安门广场西边的路，涌到人民大会堂前静坐。他们要求胡耀邦的灵车绕着天安门开过，与总理李鹏会面，並希望官方媒体能够公开报道天安门广场上学生们对胡耀邦的悼念活动。但政府没有接受学生的要求，也没有派官员与学生见面。
4月21日至4月23日期間，學生們開始籌划成立真正的活動組織。而在4月20日，北大民主沙龙开会，学生们决定不承認官方的北京大学学生会並且自己组织学生会，名字暫定為“北京大学团结学生会筹委会”，由丁小平、王丹、杨涛與封从德等七名学生领导。在4月23日，另一個學生組織北京高校學生自治聯合會宣告成立，隨後北高聯呼籲北京市的所有大专院校全面並無限期的罷課，以表抗議訴求。位於湘潭市的湘潭大學學生也發起抗議行動，並且獲得許多學校教授支持。同時武漢市當地的大學學生也組織起來，共同抗議湖北省人民政府。
然而在4月22日黃昏，長沙市和西安市爆發了嚴重事故。其中包括在西安市有人縱火焚燒車輛、房子，並且搶劫靠近西華門的商店；而在長沙市也有38家商店遭人搶劫，最终共有超過350人遭到了逮捕。隨著國家局勢變得更加動盪，趙紫陽立即與中央政治局常委召開多次會議。儘管領導高層就回應學生運動的方式意見分歧，而與趙紫陽關係密切的國務院副總理田紀雲等人也建議趙紫陽繼續留在北京市密切關注事態發展，但趙紫陽仍然依照原計劃，應朝鮮勞動黨總書記金日成的邀請，於4月23日飛往朝鲜進行國事訪問。趙紫陽前往朝鲜訪問後，便由留在北京市的國務院總理李鵬代理領導各项機關。4月24日，李鵬和國務委員兼北京市人民政府市長陳希同等人會面，希望能了解天安門廣場上的情況。在趙紫陽缺席的情況下，中國共產黨中央常務委員會議認為必須立刻向示威群眾採取態度堅決的行動。同日，北京35所大学全面罢课，上海、天津、长沙、西安、南京等各大城市高校纷纷响应。4月25日，北京43所高校约6万余名学生继续罢课。北高联向政府提出三项要求，要求政府答應才会复课。這三项要求是：

- 与国务院有代表性的官员对话；
- 政府对新华门事件公开道歉和惩罚凶手；
- 国内传媒如实报导学生运动。

4月25日上午，楊尚昆和李鵬前往鄧小平的住處會見鄧小平，鄧小平同意政府採取強硬立場。鄧小平還表示應該藉由大眾媒體適當地發布「警告」，藉此抑制因為不斷傳播而擴大的示威活動。李鵬隨後依照鄧小平的意見下令起草一份公報，並向中國共產黨各個機構和高階官員要求應該設法對付示威群眾。4月26日，《人民日報》頭版刊登社論《必須旗幟鮮明地反對動亂》（即“四二六社论”），指責「極少數別有用心的人」陰謀推翻中國共產黨和現行的政治制度。最後社論並沒有令學生放棄示威活動，反而促成更多學生願意團結，並共同表態支持學生活動。
在北京高校學生自治聯合會組織下，有五至十万名來自北京市各大學的學生在4月27日集結遊行，經由街道前往天安門廣場。這次示威遊行迫使中國政府做出讓步，同意與學生代表會面。4月29日，國務院研究室主任袁木會見由政府批准的學生社團代表。
4月30日，趙紫陽結束國事訪問並回國。隨著外界要求中國政府對學生示威活動的態度更為軟化後，內部相關的討論衝突反而更為加劇。以趙紫陽為首的溫和派主張繼續與學生展開對話；以李鵬為首的強硬派則主張應該強硬地反對抗議活動繼續進行。5月1日，在中共中央政治局常務委員會議上，趙紫陽和李鵬再度針對這一議題有所衝突。趙紫陽認為政府允許這次活動才是唯一的選擇。
正当學生自治會所選舉出來的正式對話代表團已經準備和政府展開對話之际，北京高校學生自治聯合會組織领袖王丹和吾爾開希等人要求採取更激進的作法來恢復抗議聲勢。他們認為政府所提出的「對話」只不過是一種誘騙學生就範的方式，因此自5月11日開始動員學生準備進行絕食，希望能夠改變《四二六社論》的定性。最後學生決定在苏共中央总书记戈尔巴乔夫访华的前兩天展開絕食抗議。絕食抗議的作法很快便引起中國各地對於學生的支持和同情，至此原本於四月底聲勢衰退的抗議行動重新獲得聲望。

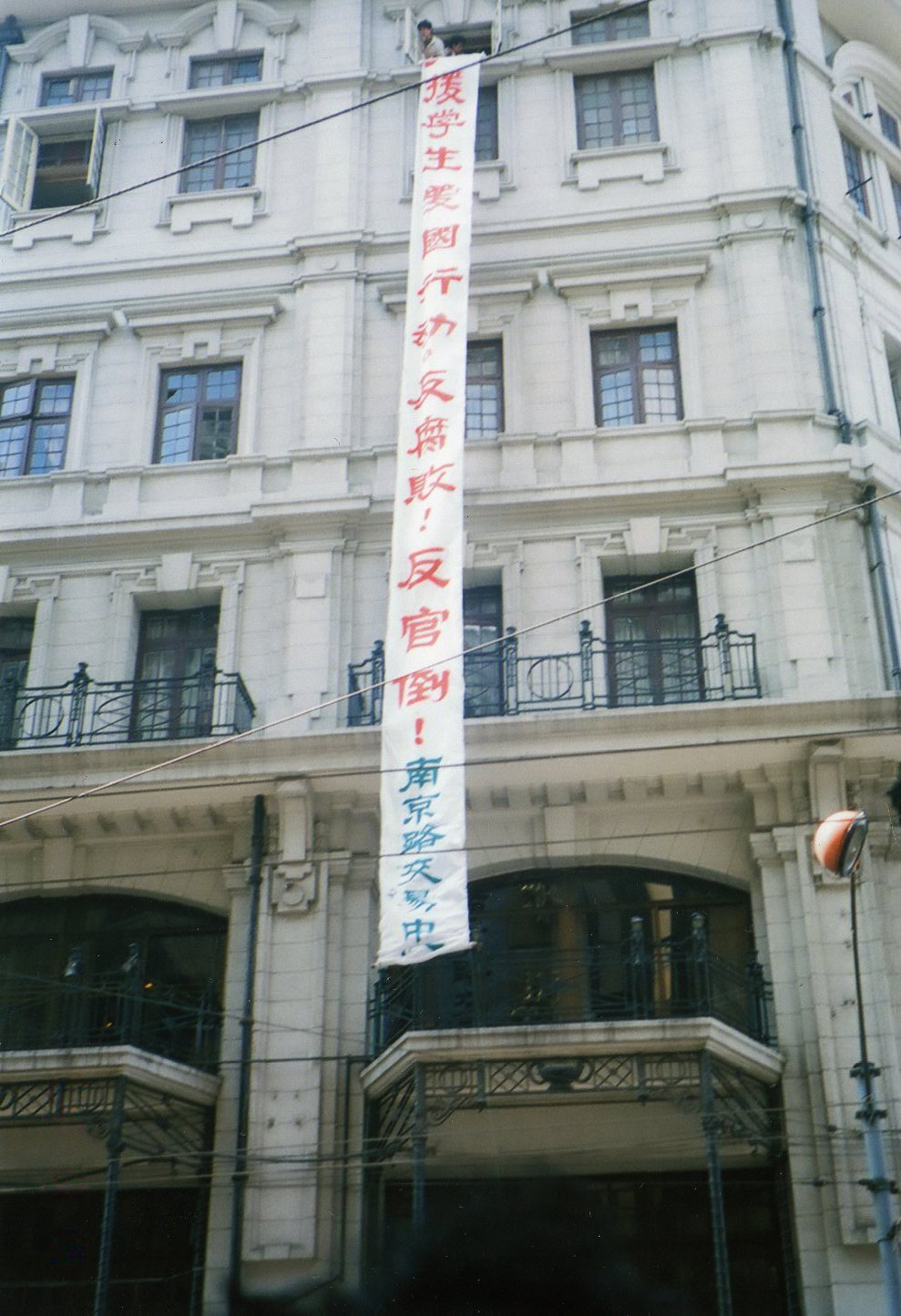
上海时装商店挂出声援学生运动的横幅

5月14日，以戴晴為首的知識分子在中央書記處書記胡啟立的許可之下在《光明日報》发表文章，呼籲學生應該要盡快離開天安門廣場。但許多學生拒絕做出讓步。當天晚间，以閻明復為首的政府代表團與擔任學生代表的沈彤和項小吉展開正式談判，其中閻明復肯定學生運動的愛國性質並且懇求學生從天安門廣場上撤出。隔天，閻明復向李鵬詢問是否願意應學生要求正式退回四二六社論的內容、並且將學生運動定調「愛國民主運動」，但這些建議都一一遭到李鵬的駁回。
5月16日至18日，數百萬名居住於北京市的各行各業居民共同發起示威遊行，此次游行打破中华人民共和国成立以来北京市最大规模游行人数纪录，一些媒体报道人数达300万，而中共北京市委辦公廳对5月17日当天的不完全統計称有120萬左右的各界民眾參加了遊行。北京1000多名知识分子联署发表了《五一六声明》，声援学生，批评政府对学运的动乱定性，签名者包括巴金、艾青、季羡林等人。四个民主党派中央委员会主席向赵紫阳致函公开呼吁信，信中肯定学生诉求，并“建议中共中央、国务院的主要领导人尽快会见学生，进行对话”。民革中央主席朱学范和十二位人大常委亦分别发出紧急呼吁，并被人民日报刊登。全国政协委员、一级教授侯建群和赵敏顺走在游行示威的最前面，他们的横幅是：“强烈要求政府立即答应学生三点要求”“救人更要救国”。而據新華社報道，季羨林親身前往廣場探望學生，在學生的攙扶下一步一顛地走進絕食學生中，擁抱著仰臥在地上的弟子，老淚縱橫。冰心的橫幅寫著“學生愛國，我愛學生！”陳景潤和王元共同疾呼“學生們的負擔太重了，讓我們承擔一些吧！”李谷一和陈爱莲等人来到纪念碑下学生的指挥中心，呼吁原国家主席李先念督促政府尽快对话。
随着媒体报道限制的打破，广播电视报纸在这一刻开始刊登社会各界的声援，5月17日到19日这段日子也被评价为“中国记者最自由的三天”。中国中央电视台首次在新闻节目中播出了天安门广场上情况的如实报道；1989年5月18日发行的《人民日报》在头版刊登了以《首都各界百余万人游行 声援绝食请愿的大学生》为标题的新闻，以极大的篇幅详细报道了北京市各行各业的人在游行中的诉求和对绝食学生的同情，甚至直接引用了在游行中出现的部分反政府标语，并统计列出了多个参与声援的工厂和医院等单位组织的名称，成为该报历史上“最具政治开放性”的版面。《工人日报》连续刊登《北京电子管厂万名职工发出呼吁》等工人阶级层面表态和参与民运的报道以及各总工会干部对工人呼吁的积极回应。
在戈尔巴乔夫访华当日，學生仍決定繼續留在天安門廣場，使得戈尔巴乔夫的歡迎儀式改在北京首都機場內举行。随后，当鄧小平與戈尔巴乔夫在人民大會堂內舉行高峰會時，學生依然在廣場上集会示威，使得這次国事访问举行得颇为尴尬。由是許多原本偏向溫和派的領導高層也開始轉向願意實施「強硬派」的作法。
來自各地的學生陸陸續續湧進首都北京市以參與學生運動，各地四百多個城市也爆發了規模不一的抗議活動，其中包括中共福建省委、中共湖北省委以及中共新疆维吾尔自治区党委等机关都遭到了學生示威遊行的影響。在種種因素所形成龐大的壓力情況下，政府內部開始討論將戒嚴作為一種應對示威活動的可行手段。
5月18日，李鵬在人民大会堂首次與學生代表會面，並且希望能夠安撫受到大眾關注的絕食行為。在會談中學生領袖再次要求中國政府撤銷《四二六社論》並且肯定學生運動為「愛國舉動」，但對此李鵬則表示政府主要關切的是因為絕食而送往醫院診治的患者。儘管這次討論僅取得了少數實質成果，但是學生領袖也因此得以在國家電視臺重要節目上有了出現的機會。次日凌晨，趙紫陽則在中共中央办公厅主任溫家寶陪同下前往天安門廣場，而聽聞消息陪同前往的李鵬則是抵達廣場後馬上離開。趙紫陽在凌晨4時50分時藉由擴音器直接呼籲學生結束絕食，並且告訴學生應該健康地活著，看到中國實現四个现代化的那一天。
5月23日，北京再次举行了百万人大游行，遊行隊伍喊出让李鹏下台的口号。
隨著示威活動不斷升級並且擴大，最後作爲軍方最高領導人的中央軍委主席鄧小平決定採取果斷行動。5月20日，政府正式宣布實施戒嚴。随后，在鄧小平和李鵬等人指揮下，6月3日至6月4日，中国人民解放军对天安门广场學生进行武力鎮壓清场，强制结束了近兩個月的示威，衝突導致數百至數萬名學生市民和數十名解放軍死傷（至今仍沒有軍民死傷的確切統計數字）。事後，政府對參與示威的群眾展開大規模逮捕行動，其中北京市公安局在6月13日发表通缉令，通缉北京市高校学生自治联合会21名成员，他們被迫以政治避难或保外就醫等原因流亡海外；而赵紫阳等改革派被罷免，政治體制改革亦因而中止。這是在國際間極具代表性與知名度的一場民主運動，至今仍然是中國大陸最敏感的話題。中華人民共和國政府也因此事件受到西方國家的譴責，美國和歐洲共同體對中國實施經濟制裁和武器禁運政策，武器禁運政策延續至今。

### 1990年代
1989年6月23日至24日，中共十三届四中全会召开。全会表决通过了《关于赵紫阳同志在反党反社会主义的动乱中所犯错误的报告》，严厉批评了赵紫阳在八九民运中采取的软弱应对举措，并选举江泽民为中共中央总书记。同年11月9日，中共十三屆五中全會表决通过《关于同意邓小平同志辞去中共中央军事委员会主席职务的决定》，并增选江澤民为中共中央军委主席，鄧小平時代結束。1993年3月，第八届全国人民代表大会第一次会议选举江泽民为国家主席和国家军委主席，任命李鹏为国务院总理。1998年3月，第九届全国人民代表大会第一次会议任命朱镕基为国务院总理。
八九民运後，西方國家對中華人民共和國一度實行經濟制裁政策。這一時期，中國大陸外貿出口額下滑，資金外逃，大量外商停止投資，種種因素令經濟嚴重衰退。這些事件使得保守派開始質疑鄧小平的改革開放政策，導致改革開放政策放緩甚至停滯。直到1992年1月邓小平南巡，重申堅持改革開放政策不動搖，中國大陸經濟才得以重新提速發展，但政治體制改革並無因此重啟。

#### 中國民主黨
1998年6月，美國總統比爾·克林頓訪華，一眾民運人士便開始筹建中國民主黨。最先組成的是「浙江省筹委会」，於6月25日由王有才、王东海、林辉出面在浙江省民政厅公开申请注册，其後北京、上海、山東、湖北、遼寧及四川等地先后成立筹委会。11月6日，徐文立連同北京其他四位異議人士查建國、高洪明、劉世遵和張暉等人，宣佈成立「中國民主黨全國代表大會籌備組」，由徐文立擔任總召集人，準備在21世紀初召開中國民主黨全國代表大會。此事由于事先没有经过与其它地区充分协商，遭到反弹。
同年11月9日，徐文立对外宣布「中国民主党京津地区党部」成立，徐文立担任主席，查建国、高洪明、吕洪来担任副主席，使组党运动进入实质阶段。组党运动中，吕洪来放弃原承諾，第一个公开对实质性组党提出质疑，并为此于11月18日向国内组党人士发出“不主张在现阶段进行实质性的全国组党活动，不主张以反对党取代政治反对派，不主张以政党运动取代民主运动”的公开信。
美國總統比爾·克林頓到訪时，表面上中華人民共和國政府在這個時候未公开对組黨者展开行动，個別地方政府最初詢問過申请詳細資料。但在克林頓離開中國後，政府便對民主黨作出打壓，包括逮捕組黨人士。最高領導人江泽民对此非常关心，表示“近来有一个动向，就是国内外的敌对分子相互勾结，策划所谓‘合法组党’，或者打着什么别的旗号搞组党的政治图谋，实际上是想在中国搞出一个与共产党分庭抗礼的反对党，最终推翻共产党的领导和社会主义制度。对他们的这种政治野心，我们要保持高度警惕，一有风吹草动，必须立即制止在萌芽状态，必须坚决彻底地粉碎他们的这种企图，切不可心慈手软。”有数以百计的中国民主党成员被拘留，逮捕和判刑。

### 2000年代
2002年11月，中国共产党第十六次全国代表大会召开。在随后举行的中共十六届一中全会上，胡锦涛当选中共中央总书记，江泽民再次当选中共中央军委主席。2003年3月，第十届全国人民代表大会第一次会议选举胡锦涛为国家主席，江泽民为国家军委主席，任命温家宝为国务院总理。2004年9月，中共十六届四中全会决定胡锦涛为中共中央军委主席。2005年3月，第十届全国人民代表大会第三次会议同意江泽民辞去国家军委主席职务，推选胡锦涛为国家军委主席。
2000年代後中國大陸貧富差距急劇擴大，貪污腐敗、社會治安、環境污染等问题成为国家难题，公權力無序擴張並侵犯公民權利的事件时有发生。此外，由於政府對社會投入的資源较少、社會微觀管理能力较弱，導致民眾普遍不滿，每年都会出现規模不一的民众抗议性质的“群體性事件”。然而，依托于中国大陸經濟相对稳定的发展以及中國大陸當局強大的維穩力量，虽然此類群体性事件多发，但民众对政府及其執政能力大多持積極看法。

#### 零八憲章

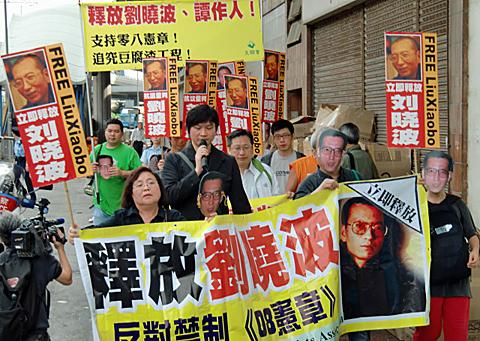
香港市民遊行要求釋放劉曉波

2008年12月8日，作家、人權活動家刘晓波发起并参与起草《零八宪章》，并与300多名各界人士一同签署，该宪章于同年12月10日世界人权日——聯合國《世界人權宣言》60周年时发表。《零八宪章》以捷克斯洛伐克《七七宪章》的风格写成，主要是呼吁言论自由、人权和自由选举。
同年12月8日，刘晓波被警方以“涉嫌煽動顛覆國家政權罪”拘留。
2009年6月23日，刘晓波因“涉嫌煽动颠覆国家政权罪”，经检察机关批准逮捕。
同年12月25日，北京市第一中级人民法院以“煽动颠覆国家政权罪”判处劉曉波有期徒刑11年，剥夺政治权利2年。

### 2010年代

#### 劉曉波獲諾貝爾和平獎
2010年10月8日，挪威諾貝爾委員會將諾貝爾和平獎頒發給劉曉波，以表彰他长期以非暴力方式在中华人民共和国争取基本人权，劉曉波是首位獲得該獎的中華人民共和國公民。
2012年11月，中国共产党第十八次全国代表大会召开。在随后举行的中共十八届一中全会上，习近平当选中共中央总书记和中共中央军委主席。2013年3月，第十二届全国人民代表大会第一次会议选举习近平为国家主席，任命李克强为国务院总理。
从1979年到2012年，中华人民共和国经济实现了年均增长率为9.9%的经济高增长。自2010年代以来，中华人民共和国经济增速持续放缓。直至2022年，年均增长率已降至6.2%。在此期间，中华人民共和国政府推进构建新发展格局，强调政府在资源配置中的作用，同时采取措施推动中华人民共和国经济升级转型。
在政治方面，习近平通过加强反腐力度，深化党和国家机构改革等措施建立个人权威。2013年1月，习近平在中共十八届中央纪委二次全会提出“要坚定不移惩治腐败、从严治党”，随后展开了一系列党内反腐运动。2014年12月5日，前中共中央政法委书记周永康被开除党籍、公职并被判处无期徒刑，成为中华人民共和国因腐败被捕的最高级别官员。
习近平还打破鄧小平的廢除幹部領導職務終身制度，并塑造围绕习近平的个人崇拜。2017年10月，中国共产党第十九次全国代表大会召开，习近平新时代中国特色社会主义思想被确立为中国共产党“必须长期坚持的指导思想”并写入党章。 2018年3月11日，第十三屆全國人民代表大會第一次會議以2958票贊成、2票反對、3票棄權及1票無效的投票結果表决通过《中华人民共和国宪法修正案》。同日15时52分，大会主持人宣布宪法修正案通过。新修正案第七十九条第三款删除「国家主席、副主席连续任职不得超过两届」的規定。

#### 習近平畫像潑墨事件
2018年7月，一位网名为「feefeefly」的女子用Twitter在上海海航大廈前直播其對中国共产党一党专政的不滿，並批評中共實行的「腦控」壓迫、朝中共中央总书记習近平頭像潑墨，因而受到關注。潑墨事件隨即在網絡上快速散播，並引起网民迴響。有网民貼出對習近平肖像潑墨、擲泥土的照片，表達對中國共產黨的不滿。来自上海的國內安全保衛向董父表示董瑶琼泼墨的行為是「攻击国家领导人」，有媒體對當局說法表示質疑。
上海市公安局回應稱「上海市政府單位對此事毫無所悉」，但7月22日，RFI发文称董瑶琼已被上海及株洲市第三医院医生鉴定为有精神疾病，于16日由上海警方送回湖南老家攸县，在当局的安排下，与其母亲周莲娇和当日从上海赶回的弟弟董瑶龙见面。随后，当天被送往株洲市第三医院办理住院手续。当事人母亲表示希望能有独立专业医学机构尽快为当事人做进一步鉴定 ，而自由亞洲電台聯絡到院方，院方表示董瑶琼是以「政治犯」被送院。董建彪一度與律師到醫院尋人未果，後被國保軟禁在家中。
2020年1月2日，董瑶琼出院回家。其父董建彪透露，董瑶琼出院後沉默寡言，與入院前活潑性格大相逕庭。
2020年5月20日以及2021年1月底，董瑤瓊兩度被關入精神病院。
2021年2月董瑤瓊三度被關入精神病院，迄今無消息。

### 2020年代
2022年10月，中國共產黨第二十次全國代表大會召开。在隨後舉行的中共二十屆一中全會上，習近平當選中共中央總書記和中共中央軍委主席。次年3月10日，第十四届全国人民代表大会第一次會議選舉習近平為國家主席和國家軍委主席，任命李强为国务院总理。由此，習近平三度就任中共中央總書記與中華人民共和國主席，其也是中華人民共和國成立以來第一位任期超過兩屆的國家主席。
2019冠状病毒病疫情爆發後，中華人民共和國政府採取封鎖疫區與隔離治療的防疫措施。此類措施于初期取得成效，遏制了疫情在中國大陸的蔓延並使得中華人民共和國經濟恢復增長。自2021年末始，新型毒株的傳播使得疫情防控措施不断加码收紧。2022年，中华人民共和国经济总量增速出现近半个世纪以来第二低的水平。

#### 深圳罗湖口岸抗议
2022年1月14日，一位身穿西裝的男子在深圳罗湖口岸附近街头手持横幅标语，高呼“打倒习近平！反对修改宪法！”隨即一群警察將其按倒，西裝男子被按倒時還挣扎着呼喊，“如果习近平连任，中国的改革开放就完了。”

#### 北京四通桥抗议
2022年10月13日即中国共产党第二十次全国代表大会召开前三日，發生北京四通桥抗议。

#### 白纸运动

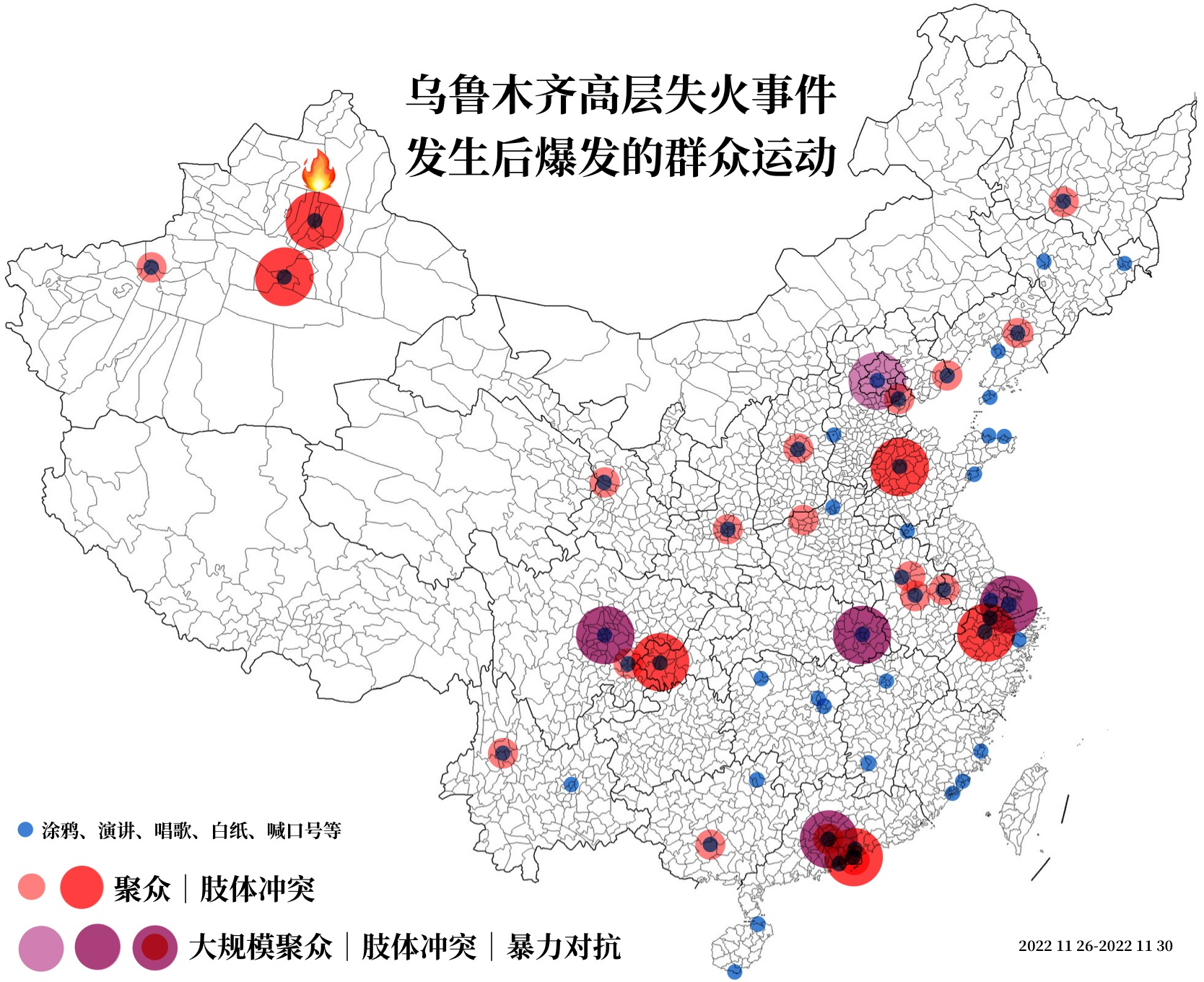
白紙運動概况一览

2022年11月24日，新疆發生住宅樓火災事件，導致10人死亡，9人受傷。此事件成为白纸运动的导火索。
11月26日，南京传媒学院学生在校内自發聚集，悼念新疆乌鲁木齐大火的死难者，並舉白紙喊出「人民萬歲，逝者安息」口號。现场，一位女學生手舉空白紙張站在階梯前表達抗議，然而纸张被迅速抢走。活动影像随即在中国大陆互联网广泛传播，引起全國範圍反對動態清零政策的學潮。同日，北京海淀清棠灣社區有民眾拆開封控鐵皮，官方回應高風險區會及時解封。
11月27日，北京市朝陽區多名市民在亮馬橋一帶高舉白紙，悼念火災死者，并高喊「我們要普世價值」「我們要自由平等民主法治」「我們不要獨裁」「我們不想要個人崇拜」等口號；民眾則在河邊放置鮮花並點燃許多燭火，为新疆烏魯木齊火災罹難者哀悼。現場亦有人士發言稱運動參與者中“有境外反華勢力”，即遭多名民眾駁斥反問。也有抗议者喊着「继续封控，全部关死；我要做核酸，我要被封控」、「我要进方舱」等反串话语。同日，上海民眾聚集在烏魯木齊中路的匯賢居和亦園門外，呼籲摘掉口罩、結束「動態清零」政策、結束中國共產黨執政地位。有民眾在「烏魯木齊中路」路標下點起白色蠟燭，以此悼念烏魯木齊火災死難者。有民眾高呼「新疆解封！」、「共產黨下台！習近平下台！」同日夜间，廣州海珠橋和海珠广场一帶发生民众集会，警察在晚上10時許將海珠廣場圍封，有畫面顯示有人被警察抓走，而在警察的包圈外还有人高喊「放人」。有抗議者叫喊「不要圍觀請加入，不要封控要自由」和粤语“广州加油，自由万岁”、“广州人，企起身”口号，又有民眾高唱香港樂隊Beyond名曲《海闊天空》和《光辉岁月》。
11月28日，在廣州瀝滘牌坊一帶，民眾深夜集会，要求解封，并掀翻原本用來做核酸檢測的核酸亭；期間還可看到民眾不斷丟擲相關物品，藉此表達對長期封控的不滿。次日晚間11時左右，海珠區後滘再次發生集会事件。
12月5日，南京工业大学发生学生抗议。由于4日在该校内发现一例新冠阳性患者，学校宣布封校5天。学生反对，并希望校方领导立刻给出方案，允许自愿返乡，并与校方和警方发生对峙。学生喊出校方人员“要为学生服务”，並警告校方警務“动手就是第二个富士康”。
12月7日，中华人民共和国国务院联防联控机制发布《关于进一步优化落实新冠肺炎疫情防控措施的通知》，实质性放弃了动态清零政策，标志着中华人民共和国政府最终向白纸运动抗议者作出让步。

#### 反对医保改革运动
2023年2月8日，湖北省武汉市退休人員因不滿政府推行醫保改革中減少每月個人賬戶補貼金額之政策，進而發起示威游行。2月15日，遼寧省大連市的退休人員亦發起示威。

#### 湖南娄底天桥抗议
2024年7月30日，网络视频显示在湖南娄底一人行天桥上再次出现北京四通桥抗议的横幅与录音，视频中抗议者未出现。

#### 四川江油示威活动

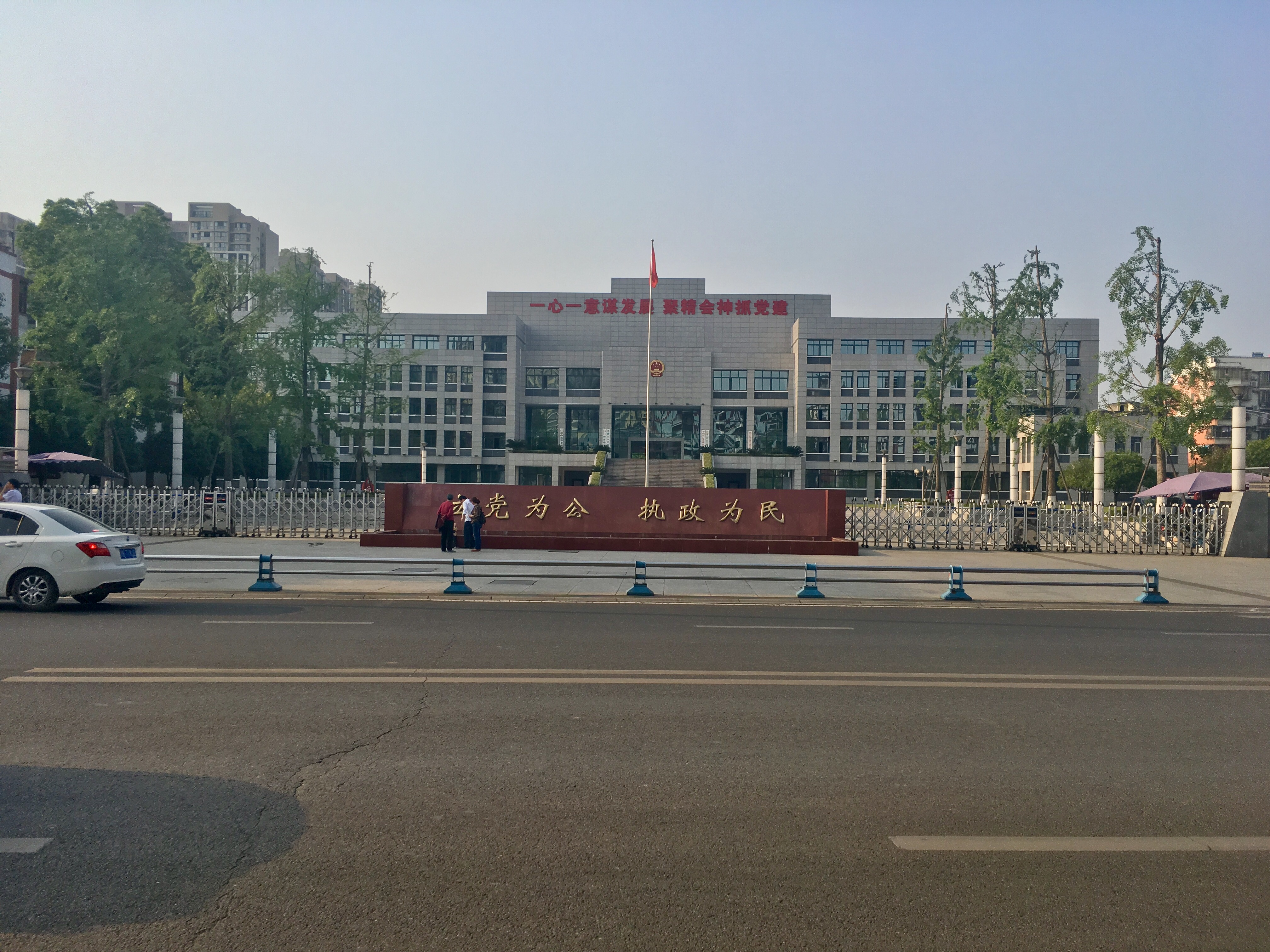
江油市人民政府（示威地点）

2025年7月22日，四川省江油市发生一起未成年人校园欺凌事件。当天，一名14岁女生在一座废弃楼房内遭三名女同学辱骂、威胁并长时间殴打，整个过程持续约四小时，并被拍摄视频上传网络，施暴者在视频中声称曾「多次进派出所但很快出来」。这一事件触发舆论广泛关注，质疑校园欺凌和未成年人保护机制。
受害者父母当天报警并多次前往学校维权，警方直到8月2日才将涉案学生传唤，8月4日发布官方通报。警方称施暴者造成“轻微伤”，两名满14岁者被处行政拘留并送往“专门学校矫治教育”，其余行为人则受“批评教育”。公众认为处理过于轻缓，引发强烈不满。
8月4日，当地爆发大规模示威，超过千名市民走上街头，聚集于江油市政府大楼周边，提出“还孩子真相”“严惩凶手”“还我民主”等口号，高唱国歌抗议。警方随后设置封锁、逮捕示威者，用辣椒水、催泪弹等强制清场，导致警民冲突并有人受伤拘捕。
后续还出现针对施暴者家庭“有后台”的谣言传言，当地公安澄清称涉案家庭背景普通，并处罚散布谣言者。媒体与学者认为，江油事件之所以引发全国关注，不仅因其「规模罕见」，更反映了公众对「基层治理失效」和「法律公平的深层失望」。

### 香港民主運動

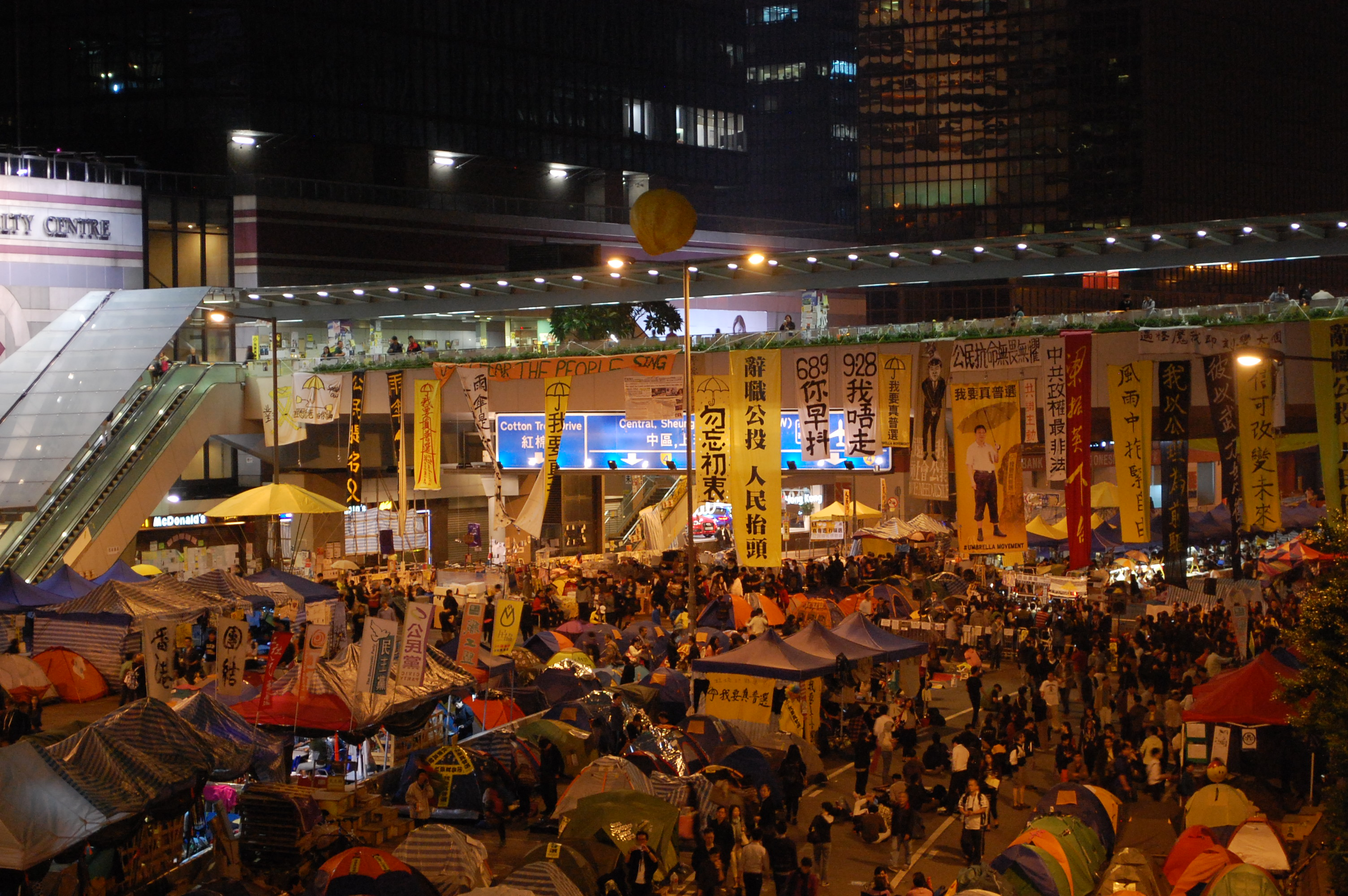
雨傘運動一幕

香港的泛民主派政党及社會團體為反對國安立法，爭取雙普選，曾發起多場抗爭運動，包括2014年的雨傘運動和2019年至2020年的反对逃犯条例修订草案运动。此外，每年6月4日，支聯會均會舉辦維園六四燭光晚會，曾是全球規模最大的八九民運悼念活動；每年7月1日，民陣均會發起七一大遊行。
2020年6月30日晚上11時，《港區國安法》实施生效，香港民主运动至此陷入低潮。

## 評價

### 支持
目前在中华人民共和国现行政治体制下，加入中国共产党幾乎是成为公务员必经之路。在大学期间，成为一名学生党员亦是常见现象。但实际上，现在加入中国共产党的人并不意味着完全接受其政治理念。而这其中，部分人对于中国共产党部分的做法持有异议。而有些人甚至持反共立场。而对于不忠于中国共产党理念的党员，多以两面人称呼。无论是学生党员或担任公职的党员，持有反共或反华思想者不在少數。党员公开表达反共情绪亦非个案，其中就有毕福剑酒桌唱戏事件以及任志强事件。香港《东方日报》认为，“两面人”的问题，不僅表明中国共产党內部存在眾多的“隱性兩面人”，同時也表明不少人加入中国共产党只为前途投机，甚至表示党内到底有多少“两面人”“只有神知道”。

### 反对
对于中华人民共和国的民主化运动，中国共产党和中华人民共和国政府一直以“摸着石头过河”理论为基础，认为政治改革没有现成道路，反对西方的政治模式，同时對中国共产党內部的風險因素采取反制措施。
- 熊光清在《中国政治改革面临的困境及路径选择》一文写道：

|  | 对于执政者而言，他们要推动政治改革，必须对改革的风险进行评估，没有谁有决心去推动一项风险极大、不确定性很强的改革政策和措施。退一步讲，即便西方民主制度很好，也未必在中国就能推行，因为有不少发展中国家搞了西方的民主，也并没有变得像西方那样政治廉洁、经济繁荣和社会进步。从世界范围看，选择了西方民主制度，又能搞得比较好的国家，除了东亚的日本、韩國和新加坡，以及少数几个靠资源（例如石油资源）发展起来的国家（当然，未必所有这类国家运用西方民主制度都是成功的，成功的国家也有不是采用西方民主制度的），几乎就没有了。而这几个国家搞的民主，与西方式的民主，实际上也有很大的不同，都带有自身明显的痕迹。所以，在现有状况下，推动变革力度很大的改革措施，可能性不大，渐进的改革是首要选择。 |

- 《环球时报》在赵紫阳逝世十周年（2015年）时发表社评称：

|  | 25年来中国按照赵和他智囊们在重大关头所反对的政治路线和哲学，成为了世界第二大经济体。对最敏感的问题，中国奉行‘不争论’政策，中国把行动和不断取得的成就作为了对那些问题的回答。”该评论还称未来修改这一评价的空间，很可能远远小于因时过境迁事情被淡化、人们更多记住一位老同志曾经所做好事的空间。 |

- 中共十九大以來，中共中央愈加重視和警惕國內政治圈子可能出現的政治兩面人問題，並採取相應的反制措施[231]；中纪委亦重視上述的政治兩面人問題[232]。 部分民運人士如王丹憂慮對雙面人的反制會削弱民主運動能夠獲得內部人士串連的可能 [233]。
- 2021年12月4日，中華人民共和國國務院新聞辦公室发表《中国的民主》白皮书，表示“中國是民主國家”。[234]

## 中華人民共和國民主化的實現可能性
中國在未民主化的情況下持續崛起，出現了中國民主化是否永遠不可能實現的言論。
茂木誠在YouTube的影片以及著作中，觸及地政學、文明的生態史観、卡爾·維特福格爾的東方專制主義，說明了中國民主化困難的原因。
同樣基於文明的生態史観的詮釋，楊海英指出「民主化不會從中華文明中誕生」。
石平在其著作《為何中國即使想民主化也做不到——了解「皇帝政治」的本質即可理解現代中國核心》裡說明，中國人懷有希望擁有溫和皇帝的心情，因此無法實現民主化。
田中宇指出民主化運動衰退的原因包括，當時俄羅斯在民主化及市場經濟改革中陷入大混亂、民族主義擴散，推動消費社會化，且開始容忍不質疑體制本身、只批評腐敗的言論。
他也引用澳洲智庫分析「民主中國難以預測」，警告國內可能爆發內亂，國外會有煽動民族主義的政治人物崛起，形勢危險。
日本以外的評論人士中，香港評論家陶傑表示：「中國國土廣大，像美國、加拿大、俄羅斯、澳大利亞一樣，大國治理非常困難。而且，中國人渴望移民美國或加拿大。中國有皇帝文化，中國民主化難以推行聯邦制，因此只能解體成小國。」。
李登輝在議員會館演講中表示：「現今的中華民國與中華人民共和國都是中國五千年歷史的延續，中國仍是不斷反覆進步與倒退的政權。中國五千年歷史是在一定時空內，由一個朝代連接到下一個朝代，即使新朝代，也只是前朝的延續。」。
陳雲在香港城邦論中指出部分中國大陸人的不當行為:43-46，並推測如果中國快速民主化，基於「國際屈辱、受害者意識、生存空間逼迫、領土喪失憤怒、對國際道義不信、工業紀律社會、中產階級精神狹隘、大企業家愛國衝動、企業生產力快速增長與青年就業困難」九大因素，容易成為類似納粹主義的極權主義溫床。
史蒂芬·班農稱中國民主化是假的，他說：「四千年歷史中沒有改變。從鴉片戰爭、太平天國之亂、日清戰爭、義和團事件，再到國共內戰與文化大革命，中國從未改變。認為民主能在中國短時間內紮根的說法，只能當笑話看，是胡鬧。」。